# Frits Christian Becker
Frits Christian Becker (15. oktober 1882 i København – 23. august 1959) var en dansk professor og civilingeniør.
Becker var søn af fuldmægtig i DFDS Frederik Becker (død 1925) og hustru Agnes adopt. Trier (død 1934), blev cand.polyt. 1904 og var først assisterende, senere ledende ingeniør ved forskellige af Statens byggearbejder. 1919 blev han lektor, 1927 docent og var professor i opvarmning og ventilation ved Danmarks Tekniske Højskole 1935-1953.
Under indtryk af forsyningssituationen udkastede Becker under 2. verdenskrig en plan til et lavenergihus, hvor en vindmølle skulle levere strøm til elvarme og varmt forbrugsvand. I 1951 byggede han et nu nedrevet forsøgshus ved sit sommerhus på Ternevej i Vejby Strand. Arkitekten Paul Vink var forsøgskanin og beboede huset i et par år.
Han var Ridder af Dannebrog og Dannebrogsmand.